# Nielsen Media Research
Nielsen Media Research (NMR) es una firma estadounidense con sede en Nueva York que se encarga de la medición de audiencias de medios de comunicación, incluyendo televisión, radio, películas de cines (a través del programa AMC Theatres MAP) y periódicos. Es conocido por proveer los Nielsen Ratings, un sistema de medición de audiencia que durante años ha sido el factor decisivo para cancelar o renovar programas televisivos de las cadenas de televisión. A partir de mayo de 2012, forma parte del conmoglerado Nielsen Holdings.

## Historia
Nielsen Media Research, una de las compañías de investigación de medios más grandes del mundo, comenzó como una división de ACNielsen, una firma de investigación de marketing. En 1996, Nielsen Media Research se desligó para convertirse en una compañía independiente y en 1999, fue comprada por el conglomerado holandés VNU. En 2001, VNU también compró ACNielsen, colocando a ambas compañías bajo el mismo paraguas corporativo. VNU se reorganizó y pasó a llamarse Nielsen Company en 2007.
Las audiencias televisivas Nielsen se han producido en los Estados Unidos desde la temporada televisiva de 1950-51 y miden estadísticamente qué programas son vistos por diferentes segmentos de la población. La porción más conocida es el "diario". Durante los meses de febrero, mayo, julio y noviembre, los entrevistadores de Nielsen en Oldsmar, Florida y Radcliff, Kentucky, solicitan a las familias que participen en completar un diario de los programas que se ven en su hogar durante el período de una semana.
La muestra de Nielsen incluía aproximadamente 1.700 audiómetros de hogares y un tablero rotativo de casi 850 encuestados diarios, a principios de la década de 1980. Nielsen lanzó su Nielsen Homevideo Index (NHI) en 1980 para medir cable, cable de pago y videograbadoras, y luego comenzó a ofrecer calificaciones diarias de cable en 1982. Nielsen continuó avanzando con cambios constantes a mediados de la década del 2000. Además de cambiar sus métodos de conteo, Nielsen también comenzó a enfatizar su muestra en 2003 en respuesta a los cambios del censo y las solicitudes de algunos sectores de la industria. La tecnología del medidor local de personas (LPM) de Nielsen se introdujo en Nueva York y Los Ángeles. El LPM mejoró el método de medición de activo y diario a pasivo y monitoreado por medidor. Más importante aún, el LPM proporciona mediciones precisas a mercados locales particulares, en comparación con una muestra nacional del medidor People. Si bien las encuestas basadas en el diario se concentraron en los períodos cuatrimestrales, la industria se ha visto impulsada hacia la medición durante todo el año, debido al sistema LPM automatizado.
En 1996, Nielsen Media Research comenzó a medir el uso de computadoras, internet y videojuegos a través de encuestas telefónicas.
Recientemente, Nielsen anunció el lanzamiento de su proyecto A2M2 que mediría la visualización de televisión dentro y fuera de la casa.
Nielsen Media Research es una compañía hermana de Nielsen NetRatings, que mide audiencias de internet y medios digitales usando una encuesta telefónica y a través de internet, y Nielsen BuzzMetrics, que mide los medios generados por el consumidor.
Nielsen también realiza investigaciones de mercado para la industria del cine a través del National Research Group (NRG).
En septiembre de 2018, Nielsen adquirió SuperData Research, una empresa de análisis de datos que se ocupa del seguimiento de los hábitos de los usuarios dentro de las áreas de videojuegos y deportes electrónicos, un área en la que Nielsen planea expandirse.

## Sedes
Nielsen tiene su sede central en el Bajo Manhattan, Nueva York.
La compañía mantiene una sede en un edificio en Oldsmar, Florida. La mayoría de los empleados de Nielsen Media Research trabajan en Oldsmar, y el trabajo de medición de medios de la compañía se origina en dicha oficina. La agencia de noticias Associated Press dijo que el edificio en Oldsmar, con un costo de $80 millones de dólares, era "su centro neurálgico".

## Oferta pública de venta
Nielsen comenzó a cotizar en la bolsa de valores (NYSE: NLSN) en enero de 2011 y fue la mayor oferta pública en los Estados Unidos en los últimos cuatro años. Siendo la cotización más grande para una empresa respaldada por capital privado en $ 1,64 billones, la cotización fue bien recibida y vigilada de cerca por todos los grandes bancos y boutiques de capital privado. El 1 de marzo de 2011 anunciaron el nombramiento de Liz Zale como Vicepresidenta Senior de Relaciones con Inversores. Liz Zale fue anteriormente Vicepresidenta de Relaciones con Inversores en Moody's Corporation (NYSE: MCO).